# 평창 월정사 밀부
평창 월정사 밀부(平昌 月精寺 密符)는 강원특별자치도 평창군 진부면 월정사에 있는 조선시대의 밀부이다. 2014년 3월 7일 강원특별자치도의 문화재자료 제158호로 지정되었다.

## 개요
밀부는 위급한 상황에서 때와 장소를 가리지 않고 대응할 수 있도록 하기 위해 내리는 명부이다. 이 밀부는 조선 후기 1800년(정조 24)에 예조에서 월정사 주지에게 내렸다. 작은 원형의 동판에 명문을 앞뒤로 새기고 나무상자에 넣었다. 그리고 이것을 가죽 주머니에 넣고 허리에 찰 수 있도록 허리띠에 끼우도록 하였다. 1800년 정월에 정조가 사도세자의 능, 현륭원(顯隆園)에 원행하실 때 인신(印信)을 새롭게 주조하여 달라는 상언(上言)이 있었는데 이를 임금이 예조에 내려 재가하였다. 밀부주머니는 가죽으로 만들어졌고, 허리에 찰 수 있는 허리띠로 구성되어 있다. 특히 버클에 해당하는 띠고리 장식은 옥으로 만들어졌다. 붉은 색이 일부 섞인 백옥을 투공의 기법으로 장식하였다. 암수 두 마리의 새가 꽃 속에서 서로 마주보는 형상을 표현하였다.

## 지정 사유
국왕이 사찰에 내려 준 밀부로는 강원도에서 발견된 첫 사례이고, 정조가 오대산 월정사에 하사한 연대(1880년)가 명확하게 기록되어 있는 등 조선후기 월정사의 불교사적 위상을 보여주는 중요한 가치를 지니고 있다.

## 참고 자료
- 평창 월정사 밀부 - 국가유산청 국가유산포털